# إدوارد وارن كروسبي
إدوارد وارن كروسبي (بالإنجليزية: Edward W. Crosby)‏ هو مؤلف وفيلسوف أمريكي، ولد في 4 نوفمبر 1932 في كليفلاند في الولايات المتحدة.